# مالکوم ترنبول
مالکوم بلای ترنبول (انگلیسی: Malcolm Bligh Turnbull؛ زادهٔ ۲۴ اکتبر ۱۹۵۴) یک سیاستمدار استرالیایی است. او بیست و نهمین نخست‌وزیر استرالیا و رهبر حزب لیبرال استرالیا بود. وی با پیروزی بر تونی ابوت در انتخابات داخلی حزب در ۱۴ سپتامبر ۲۰۱۵ به این مقام رسید.
او پیش از این وزیر ارتباطات و برای چندین سال رهبر جنبش جمهوری خواهان استرالیا بود. او در سال ۲۰۰۹ رهبری حزب را به تونی ابوت واگذار کرده بود.